# 阿姆斯特丹运河
阿姆斯特丹的运河总长度超过100公里，拥有大约90座岛屿和1,500座桥梁，该市因而有“北方威尼斯”之誉。三条主要的运河：绅士运河、王子运河和皇帝运河，开挖于17世纪的荷兰黄金时代，组成环绕城市的同心带，称为运河带（grachtengordel）。主要运河沿线有1550座纪念建筑。

## 历史

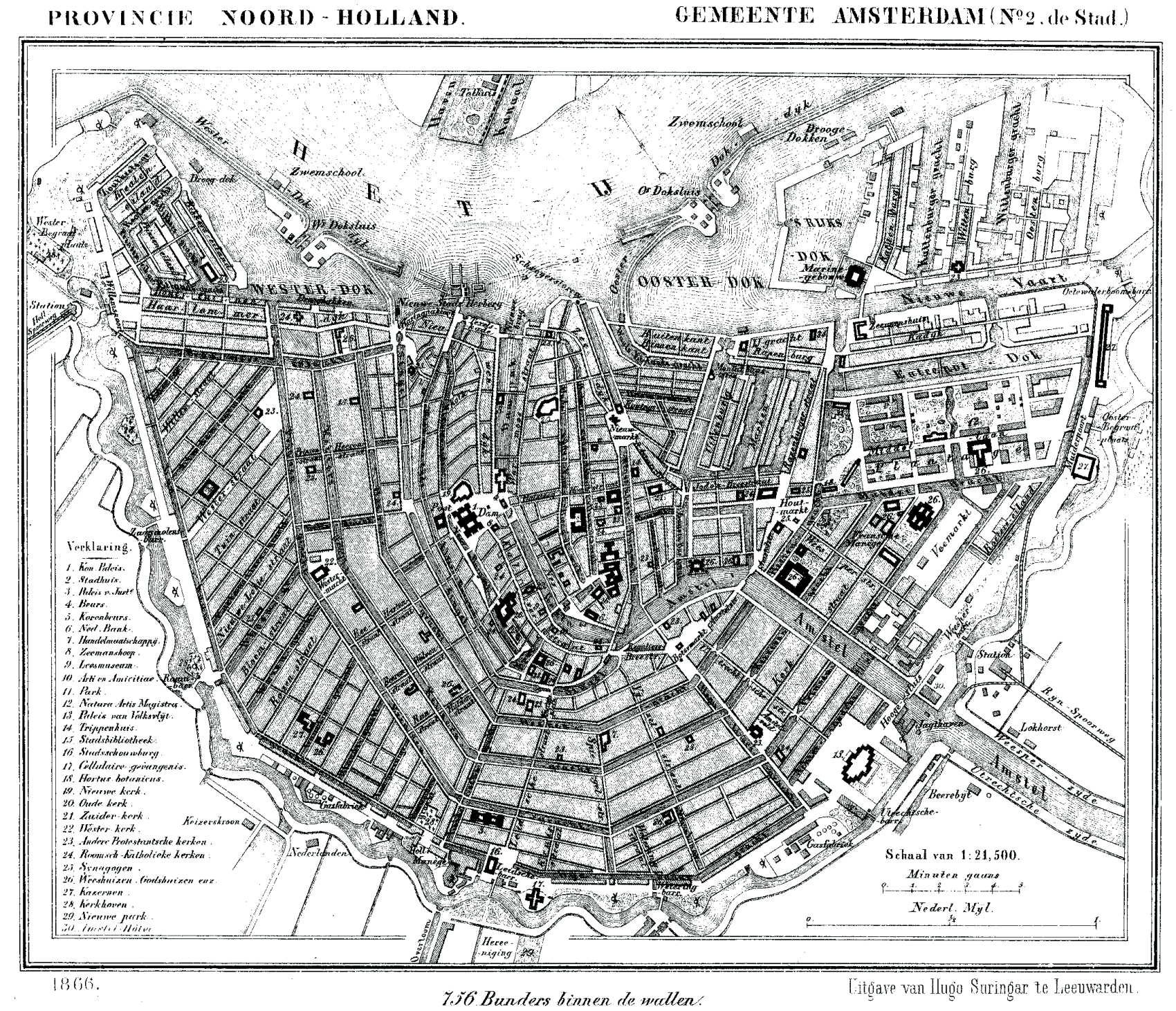
1866年阿姆斯特丹地图上显示了运河

阿姆斯特丹运河体系的大部分是城市规划的成功结果。17世纪初，在移民达到高峰之际，一个综合规划也付诸实施，即同时开挖了四条主要的同心的半环形运河，其末端均止于IJ湾，称为运河带（grachtengordel）。三条运河（绅士运河、皇帝运河和王子运河）的沿岸主要为住宅区，而外侧的第四条运河，辛厄尔，今天的拿骚/施塔德豪德，用于防御和和水处理（今已转变为居住和商业发展）。这个规划还设计了辐射状运河使这些主要运河相互联通；约丹（Jordaan）区一系列平行的运河（最初用于货物运输，例如啤酒）；和超过100座桥梁。拿骚/施塔德豪德最初用于防御目的，包括护城河和土筑堤，其门开在通行点上但没有砖石上层建筑。

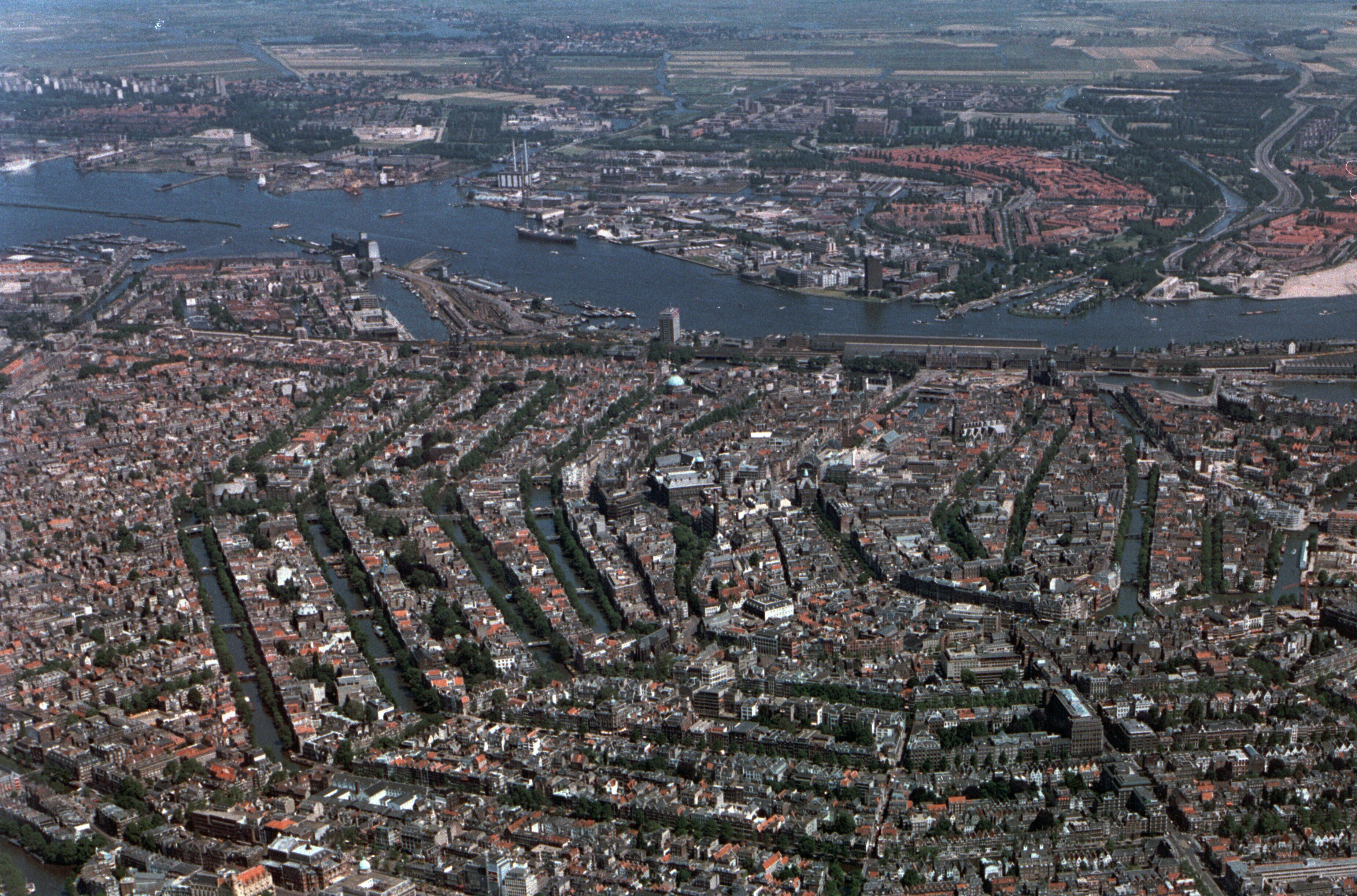
阿姆斯特丹运河的航拍照片

建筑自西向东推进，横跨规划区, 历史学家黑特·马柯（Geert Mak）说这像一个巨大的挡风玻璃雨刷——并不是通常传说的自中心向外围推进。西北段建筑开始于1613年，完成于大约1625年。1664年以后，开始了南段建筑，不过由于经济萧条，进展缓慢。同心环运河规划的东部——覆盖了阿姆斯特尔河和IJ湾之间的区域——很长时间没有实施。在此后数百年中，那片土地大部分成为了公园、植物园、敬老院、剧院和其他公共设施，没有规划更多的水道。城市以及市区的若干部分是围垦，由其后缀-meer（意为“湖”）即可辨认出，如阿尔斯梅尔（Aalsmeer），庇基莫梅尔（Bijlmermeer），哈勒默梅尔（Haarlemmermeer），以及瓦特尔赫拉夫斯梅尔（Watergraafsmeer）。

## 水質
在 19 世紀中葉，運河中的水嚴重滯留不衛生，河內充滿是垃圾、死魚和糞便。 為解決這個問題，阿姆斯特丹在1879 年建造蒸汽動力泵站以吸取須德海的海水沖洗運河。 1935 年，當阿姆斯特丹內城建成污水下水道系統時，運河水質條件才得到進一步改善，儘管市內的運河區直到 1987 年才完全連結下水道系統，房屋將廢水排到運河的情況得以大幅改善。 市政府進一步嘗試立法禁止船屋將廢水排放到運河中，以繼續改善水質。所有船屋廢水都連接到污水系統的情形，預計在 2021 年能完全實現。 
水污染的另一個來源，就是荷蘭聞名的交通方式—自行車。每年約有一萬5千輛自行車從運河中拉出，這也是一般荷蘭人戲稱的「自行車釣魚」 (fietsen vissen)。
雖然官方基於衛生考量，不鼓勵人們在運河中游泳，但當地人仍會經常在城市內運河中游泳。 特別是自 2012 年以來，阿姆斯特丹市每年舉行一次游泳活動，為肌萎缩性脊髓侧索硬化症籌集研究的資金，有大量人群響應一同在運河中游泳。 然而，近些年由於下水道系統已出現超負荷，運河水中發現有高濃度的大腸桿菌，因此該游泳活動在 2018 年被取消。 

## 运河带的著名运河
从内向外，有以下运河：

### 辛厄尔

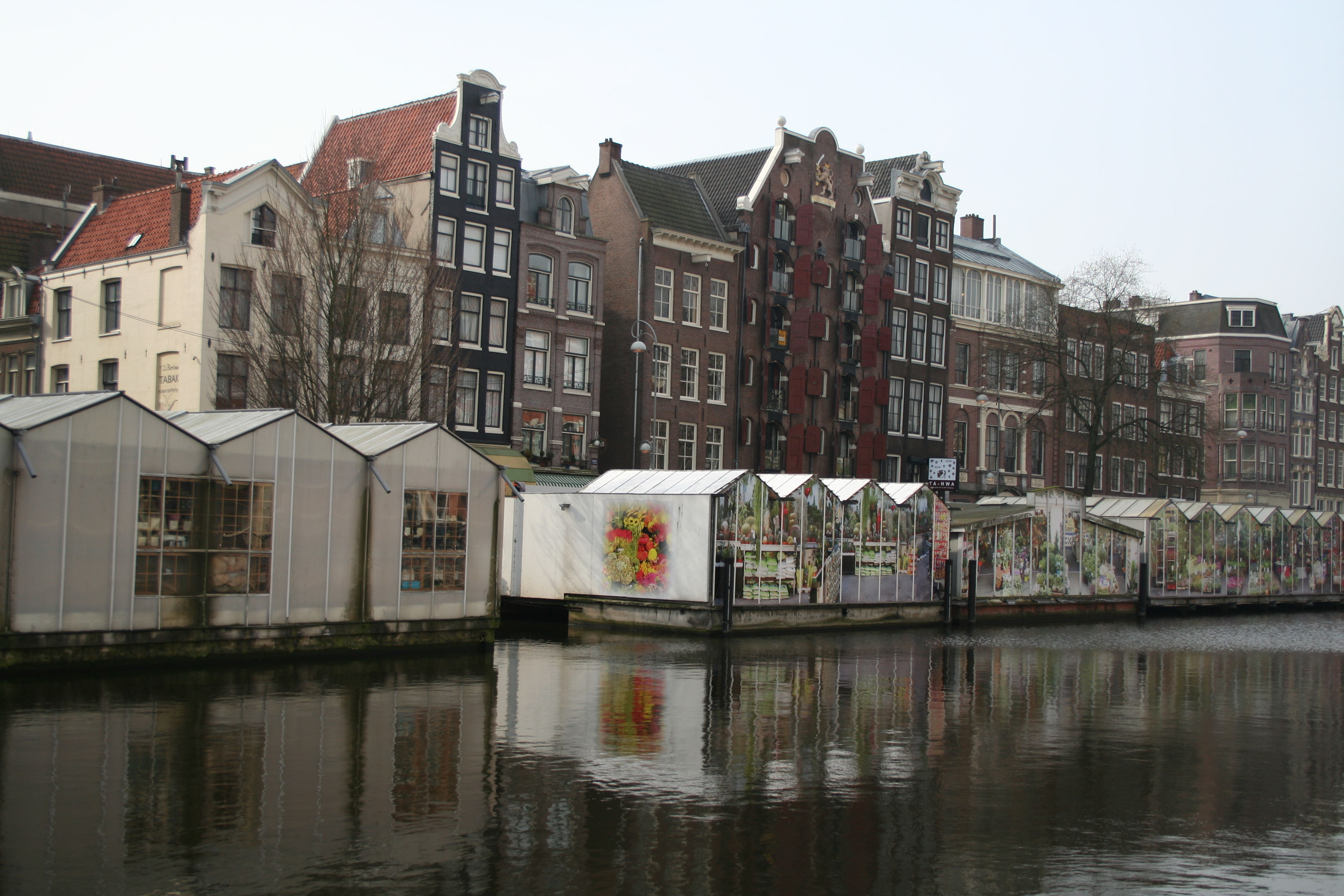
辛厄尔和阿姆斯特丹花市

在中世纪，辛厄尔（Singel）环绕着城市。从1480年到1585年，它充当环绕城市的护城河，当时阿姆斯特丹沿这条运河向外扩展。这条运河起于IJ湾，阿姆斯特丹中央车站附近，止于铸币广场（Muntplein），在那里与阿姆斯特尔河交汇。现在在阿姆斯特丹半环形运河中它是最内侧的一条运河。该运河不可与辛厄尔运河（Singelgracht）相混淆，后者在17世纪荷兰黄金时代成为该城的外部边界。

### 绅士运河
绅士运河（Herengracht）是阿姆斯特丹市中心三条主要运河中的第一条，最时髦的部分称为黄金转弯（Golden Bend）,有许多双倍宽度的宅邸（mansion）、内园（inner garden）和车房（coach houses）在皇帝运河上。

### 皇帝运河

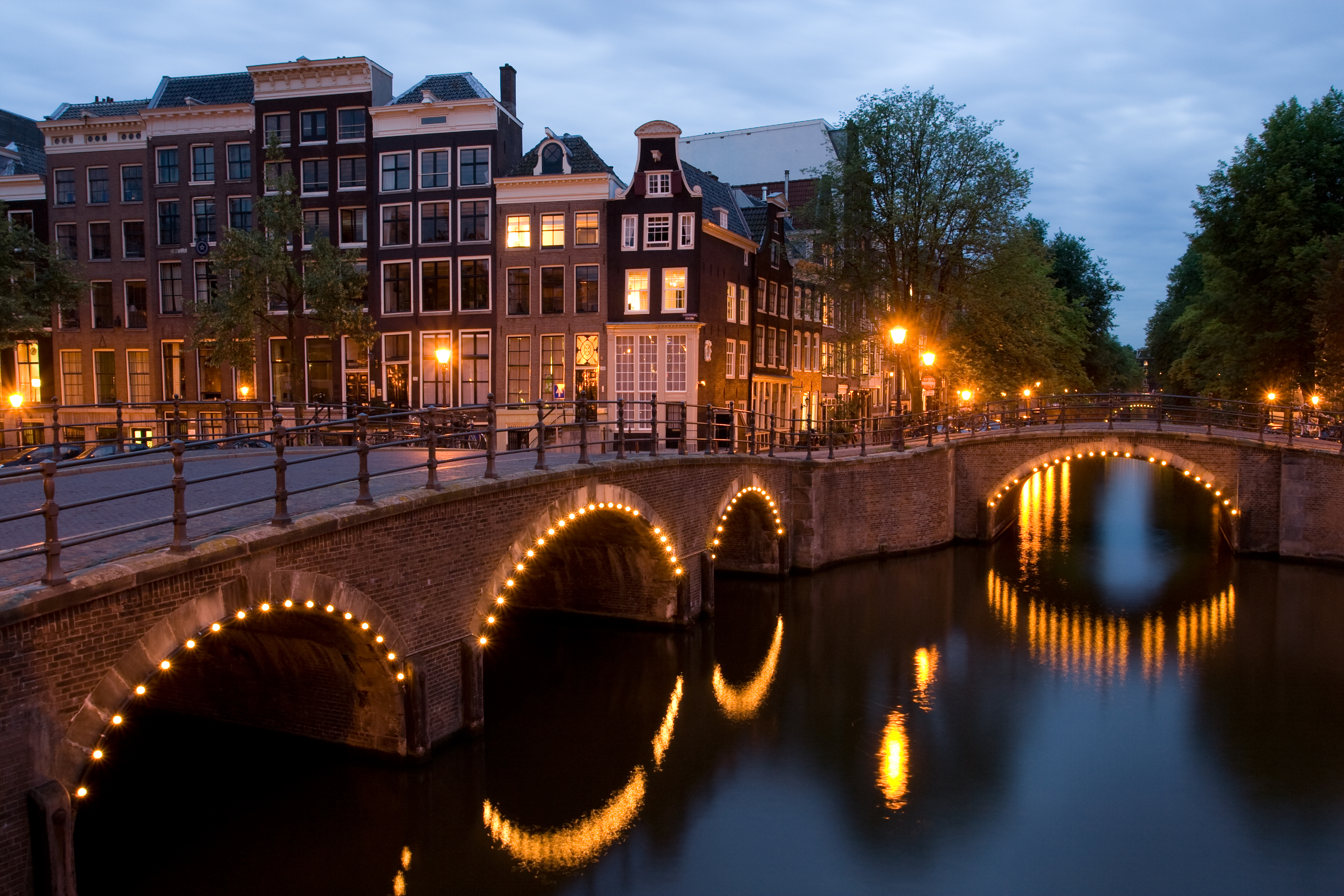
皇帝运河

皇帝运河（Keizersgracht）是阿姆斯特丹市中心三条主要运河中的第二条，也是其中最宽的一条，介于绅士运河和王子运河之间，得名于神圣罗马帝国皇帝馬克西米連一世。

### 王子运河
王子运河（Prinsengracht）是阿姆斯特丹的第三条主要运河，也是最长的一条。沿运河的大部分建筑都兴建于联合省的荷兰黄金时代。该运河上的桥梁不和约丹的道路相通。
王子运河沿线的风景名胜包括北教堂、北市场、安妮之家、西教堂（阿姆斯特丹最高的教堂）和同性恋纪念碑。

## 其他著名运河

### 天鹅防卫堤
天鹅防卫堤（Zwanenburgwal）是阿姆斯特丹中心的一条运河和街道，画家伦勃朗和哲学家斯宾诺莎曾经居住在此。2006年，它被当地日报誓言报（Het Parool）的读者评为阿姆斯特丹最美丽的街道之一。 
Zwanenburgwal从圣安东尼路易斯闸门（介于圣安东尼宽街与犹太人宽街之间）到阿姆斯特尔河。这条运河最初称为“染色工运河”（Verversgracht），纺织工业曾经在这部分城区占主导地位。经染色的纺织品沿运河悬挂晾干。

### 酿酒者运河
酿酒者运河（Brouwersgracht）是阿姆斯特丹中心区的一条运河，是运河带的一部分，可通辛厄尔、绅士运河、皇帝运河和王子运河，标志着运河带的北部边缘。酿酒者运河被当地报纸誓言报（Het Parool）的读者评为阿姆斯特丹最美丽的街道之一。

### 火绳枪手防卫堤
火绳枪手防卫堤（Kloveniersburgwal）是一条南起新市场，北到阿姆斯特尔河的运河，在中世纪城市的边缘。在17世纪东侧成为住宅区，有几座富人的宅邸，如特里普家宅（Trippenhuis），现在荷兰皇家艺术与科学学院设于此处。Kloveniersburgwal以荷兰东印度公司在Oude Hoogstraat的总部和仓库而著称。在这些建筑中，有一所青年旅舍。